# Ozeanisch (Novelle)
Ozeanisch (englisch Oceanic) ist eine Science-Fiction-Novelle des australischen Schriftstellers Greg Egan, zuerst veröffentlicht in Asimov's Science Fiction im August 1998. Die Novelle wurde ebenfalls in den Sammlungen Dark Integers and Other Stories im Jahr 2008, Oceanic im Jahr 2009 und The Best of Greg Egan im Jahr 2019 veröffentlicht sowie in den Anthologien The Year's Best Science Fiction: Sixteenth Annual Collection bearbeitet von Gardner Dozois im Jahr 1999 und The Best of the Best Volume 2: 20 Years of the Best Short Science Fiction Novels im Jahr 2007. Ozeanisch gewann mehrere Preise, darunter den Hugo Award und Locus Award.

## Handlung
Tausend Jahre nach der Kolonisation des Planeten Covenant haben sich die Menschen dort zu Hermaphroditen weiterentwickelt und haben daher keine eindeutig zuweisbaren Geschlechtsteile. Ebenfalls hat sich eine Religion um die Göttin Beatrice entwickelt, in deren Abbild alle Menschen geschaffen wurden. Covenant verfügt über riesige Ozeane und die Bevölkerung teilt sich entsprechend in auf den Ländern lebende Firmlander und auf den Meeren lebende Freelander auf. Martin ist ein Freelander und wird in seiner Jugend von seinem fünf Jahre älteren Bruder Daniel nach dessen Eintritt in eine tiefreligiöse Kirche zum Glauben an Beatrice geführt, wobei beide etwa in ihrem gemeinsamen Zimmer beten. Als wichtiges Ritual gilt unter den Freelandern eine knappe Ertränkung im Ozean, wobei während der Nahtoderfahrung die Nähe von Beatrice gespürt werden kann. Martin nimmt erfolgreich an dem Ritual teil und schluckt irgendwann in Todesangst verzweifelt das Meerwasser. Tatsächlich erscheinen Lichter vor seinen Augen und eine überwaltigende Ruhe kehrt ein. Viele Jahre später will Daniel seine Freundin Agnes von den Firmlandern heiraten und Martin trifft auf der Feier die Firmlanderin Lana, eine von Agnes Cousinen und sehr interessiert an den Freelandern. Beim Geschlechtsverkehr tauschen beide ihre Geschlechtsteile, etwa verliert Martin seinen Penis und bekommt dafür eine Vagina. Ein erneuter Geschlechtsverkehr macht den Prozess rückgängig und die beiden trennen sich. Martin hat sich inzwischen einer wissenschaftlichen Mission der Firmlander angeschlossen, welche das Meerwasser von Covenant untersucht. Dabei stellt sich heraus, dass winzige Mikroben für Halluzinationen während des Ertränkungsrituals verantwortlich sind. Martins bisher unerschütterlicher Glaube an Beatrice bricht komplett zusammen und das Leben erscheint ihm nun vollkommen unerträglich. Ein letztes Gespräch mit einem Priester der Kirche lässt ihn jedoch wiedererkennen, dass genau das nicht stimmt.

## Hintergrund
Greg Egan beschreibt in dem Essay Born Again, Briefly (englisch Erneut geboren, kurz), ebenfalls veröffentlicht in der Anthologie 50 Voices of Disbelief: Why We are Atheists (englisch 50 Stimmen des Unglaubens: Warum wir Atheisten sind), seine eigenen Erlebnisse mit Religion in seiner Jugend. Im Alter von zwölf Jahren brachte Greg Egan sich die Infinitesimalrechnung vor Eintritt in die Highschool bei und betrachtete seinen vier Jahre älteren und fremde Sprachen studierenden Bruder als Quelle des Wissens. Kurz zuvor war dieser vom Anglizismus, den ihre Familie praktizierte, zum Katholizismus gewechselt und beide sprachen eines Nachts in ihrem gemeinsamen Zimmer über Gott. Sein Bruder meint dazu, dass es nicht  möglich sei, sich zu Gott zu argumentieren, sondern Glaube eine Frage des Vertrauens sei und zudem ein Geschenk von Gott, welches aber jedem gewährt würde. Ein gemeinsames Gebet danach konvertierte Greg Egan anschließend zum bedingungslosen Glauben, da dieses mit zahlreichen guten Gefühlen beantwortet wurde. Seine Zuneigung zur Wissenschaft trug jedoch keinen Schaden davon. Erst mehr als ein Jahrzehnt später zweifelte Greg Egan schließlich an, ob die Glücksgefühle nicht einfach Teil des meditativen Zustandes sind, und reflektiert im Nachhinein, lange nicht über diese Möglichkeit nachgedacht haben zu wollen, da es schwer sei die Idee aufzugeben oder gar mit allen Mitteln zu rationalisieren, dass alles einen Grund hat und gut werden würde.

## Auszeichnungen
Ozeanisch gewann den Hugo Award für die beste Novelle im Jahr 1999, den Locus Award für die beste Novelle im Jahr 1999 und den Asimov’s Science Fiction Magazine Readers’ Award im Jahr 1999. In Japan gewann Ozeanisch den Hayakawa S-F Magazin Leserpreis im Jahr 2000 und den Seiun-Preis im Jahr 2001. Ozeanisch war ebenfalls für den Aurealis Award im Jahr 1998, den Otherwise Award im Jahr 1999 und den HOMer Award im Jahr 1999 nominiert gewesen.

## Kritik
Russell Letson schreibt im Locus Magazine, dass die Novelle sich extrem in den Transhumanismus und das Territorium der fernen Zukunft verlagere und dass das Gerüst der Geschichte dabei so wie ein Bildungsroman sei („edges into extreme post-human and/or far-future territory, but that story’s armature is a kind of bildungsroman“). Zudem gäbe es genug Hintergrundmaterial für einen ganzen Roman („is a whole novel’s worth of material that remains background“).